# Lars Westerberg (politiker)
Lars Westerberg, född 2 januari 1929 i Skellefteå stadsförsamling, Västerbottens län, död 12 november 1983 i Visby, Gotlands län, var en svensk politiker (socialdemokrat).[källa behövs]
Tillsammans med frun Lotten Westerberg (f.1927) flyttade han 1970 till Stockholm. Efter en kort tid blev han där andre ordförande i LO. Han avslutade sin karriär som landshövding i Gotlands län 1980–1983. Han avled på sin post. Lars Westerberg är begravd på Klosterkyrkogården i Eskilstuna.